# Ecques
Ecques és un municipi francès situat al departament del Pas de Calais i a la regió dels Alts de França. L'any 2007 tenia 1.930 habitants.

## Demografia

### Població
El 2007 la població de fet d'Ecques era de 1.930 persones. Hi havia 647 famílies de les quals 102 eren unipersonals (53 homes vivint sols i 49 dones vivint soles), 179 parelles sense fills, 309 parelles amb fills i 57 famílies monoparentals amb fills.
La població ha evolucionat segons el següent gràfic:
Habitants censats

### Habitatges
El 2007 hi havia 682 habitatges, 656 eren l'habitatge principal de la família, 9 eren segones residències i 17 estaven desocupats. 680 eren cases i 2 eren apartaments. Dels 656 habitatges principals, 599 estaven ocupats pels seus propietaris, 51 estaven llogats i ocupats pels llogaters i 6 estaven cedits a títol gratuït; 8 tenien dues cambres, 49 en tenien tres, 132 en tenien quatre i 467 en tenien cinc o més. 577 habitatges disposaven pel capbaix d'una plaça de pàrquing. A 241 habitatges hi havia un automòbil i a 366 n'hi havia dos o més.

### Piràmide de població
La piràmide de població per edats i sexe el 2009 era:
| Homes | Edats   | Dones |
| ----- | ------- | ----- |
| 1     | 95 o +  | 4     |
| 2     | 90 a 94 | 12    |
| 16    | 85 a 89 | 17    |
| 6     | 80 a 84 | 28    |
| 30    | 75 a 79 | 19    |
| 30    | 70 a 74 | 33    |
| 26    | 65 a 69 | 31    |
| 35    | 60 a 64 | 34    |
| 27    | 55 a 59 | 30    |
| 59    | 50 a 54 | 51    |
| 72    | 45 a 49 | 72    |
| 86    | 40 a 44 | 70    |
| 93    | 35 a 39 | 83    |
| 61    | 30 a 34 | 58    |
| 40    | 25 a 29 | 41    |
| 50    | 20 a 24 | 15    |
| 84    | 15 a 19 | 86    |
| 102   | 10 a 14 | 112   |
| 59    | 5 a 9   | 81    |
| 40    | 0 a 4   | 36    |

## Economia
El 2007 la població en edat de treballar era de 1.272 persones, 934 eren actives i 338 eren inactives. De les 934 persones actives 861 estaven ocupades (500 homes i 361 dones) i 72 estaven aturades (28 homes i 44 dones). De les 338 persones inactives 72 estaven jubilades, 159 estaven estudiant i 107 estaven classificades com a «altres inactius».

### Ingressos
El 2009 a Ecques hi havia 698 unitats fiscals que integraven 1.971 persones, la mediana anual d'ingressos fiscals per persona era de 17.935 €.

### Activitats econòmiques
Dels 46 establiments que hi havia el 2007, 2 eren d'empreses extractives, 1 d'una empresa alimentària, 4 d'empreses de fabricació d'altres productes industrials, 9 d'empreses de construcció, 8 d'empreses de comerç i reparació d'automòbils, 2 d'empreses de transport, 2 d'empreses d'hostatgeria i restauració, 1 d'una empresa d'informació i comunicació, 1 d'una empresa financera, 2 d'empreses immobiliàries, 3 d'empreses de serveis, 6 d'entitats de l'administració pública i 5 d'empreses classificades com a «altres activitats de serveis».
Dels 13 establiments de servei als particulars que hi havia el 2009, 1 era un taller de reparació d'automòbils i de material agrícola, 1 autoescola, 2 guixaires pintors, 1 fusteria, 2 lampisteries, 1 electricista, 4 perruqueries i 1 restaurant.
Dels 4 establiments comercials que hi havia el 2009, 3 eren botiges de menys de 120 m² i 1 una sabateria.
L'any 2000 a Ecques hi havia 28 explotacions agrícoles que ocupaven un total de 828 hectàrees.

## Equipaments sanitaris i escolars
El 2009 hi havia 1 farmàcia i 1 ambulància.
El 2009 hi havia 1 escola maternal i 1 escola elemental.

## Poblacions més properes
El següent diagrama mostra les poblacions més properes.